# Residencia Quaid-e-Azam

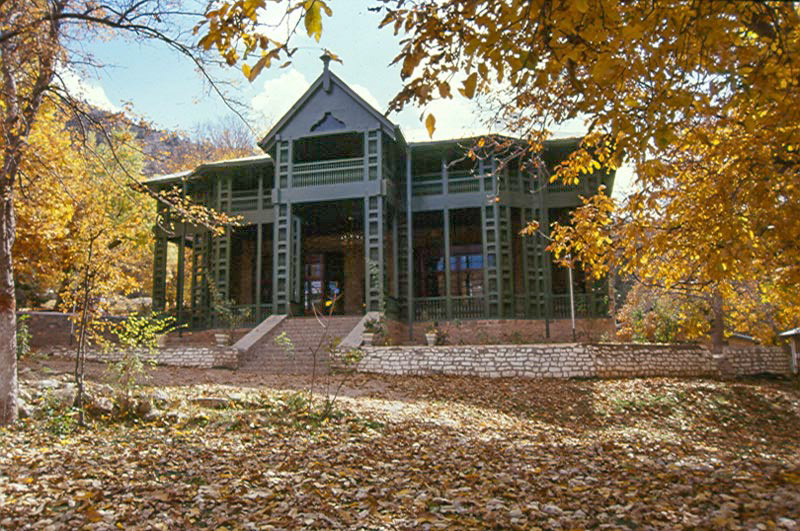
Quaid e Azam Residency, Ziarat, Pakistan.

Residencia Quaid-e-Azam (Urdu: قائد اعظم ریزڈنسی—Qāʾid-e Aʿẓam Rẹziḋinsī), también conocido como Residencia Ziarat, se encuentra en Ziarat, Baluchistán, Pakistán. Es la residencia donde Quaid-e-Azam, Muhammad Ali Jinnah pasó los últimos dos meses y diez días de su vida. Es el monumento más famoso de la ciudad, construido en 1892 durante el Raj británico. El edificio es una estructura de madera, que fue un antiguo sanatorio antes de convertirse en la residencia de verano del agente del Gobernador General. Este establecimiento está declarado monumento nacional y patrimonio y es de gran importancia arquitectónica.

## Terrorismo de 2013
El 15 de junio de 2013, la residencia fue atacada con cohetes. Las piezas de madera de la construcción fueron gravemente afectadas como resultado del ataque. Los militantes pertenecientes al Ejército de Liberación de Baluchistán se atribuyeron la responsabilidad. Fue gravemente dañada como consecuencia del intenso ataque. Sin embargo, el gobierno de Pakistán se ha comprometido a reconstruir el sitio en un plazo de tres meses y también analizará la incorporación de arquitectos extranjeros, si es necesario.